# Mastretta MXT
La Mastretta MXT è la prima vettura sportiva ideata e costruita interamente in Messico dal costruttore Mastretta; presentata nel 2008, la produzione è iniziata nel 2011 e terminata nel 2014.

## Storia
Daniel Mastretta (assieme al fratello Carlos) ha creato la "Mastretta Design" a Città del Messico negli anni ottanta, iniziando a costruire piccole vetture sportive negli anni novanta. La sua MXT, viene considerata la prima auto sportiva messicana lanciata sul mercato internazionale.
Daniel Mastretta è il disegnatore e stilista principale della MXT, che è stata presentata al Salone dell'automobile di Londra del 2008.
La MXT è stata costruita in una fabbrica messicana con capacità produttiva di 150 vetture all'anno, delle quali 105 si prevedeva sarebbero state esportate in Europa e negli Stati Uniti d'America, a un prezzo stimato di circa USD 55.000.

## Caratteristiche
Il primo modello coupé della "Mastretta" risale al 1990 e fu battezzato MXA, seguito dalla MXB. A questi due succede il modello MXT, dotato di un motore turboalimentato di quattro cilindri in linea e 2,0 litri di cilindrata, costruito in alluminio.
Ha una potenza massima di 250 CV e raggiunge una velocità massima di 230 km/h, con accelerazione che la porta da 0 a 100 km/h in 4,9 secondi.
La carrozzeria, principalmente in lega a base di alluminio e fibra di carbonio, ha un peso massimo di 1050;kg. La sua configurazione è a 2 posti.